# Run-rig

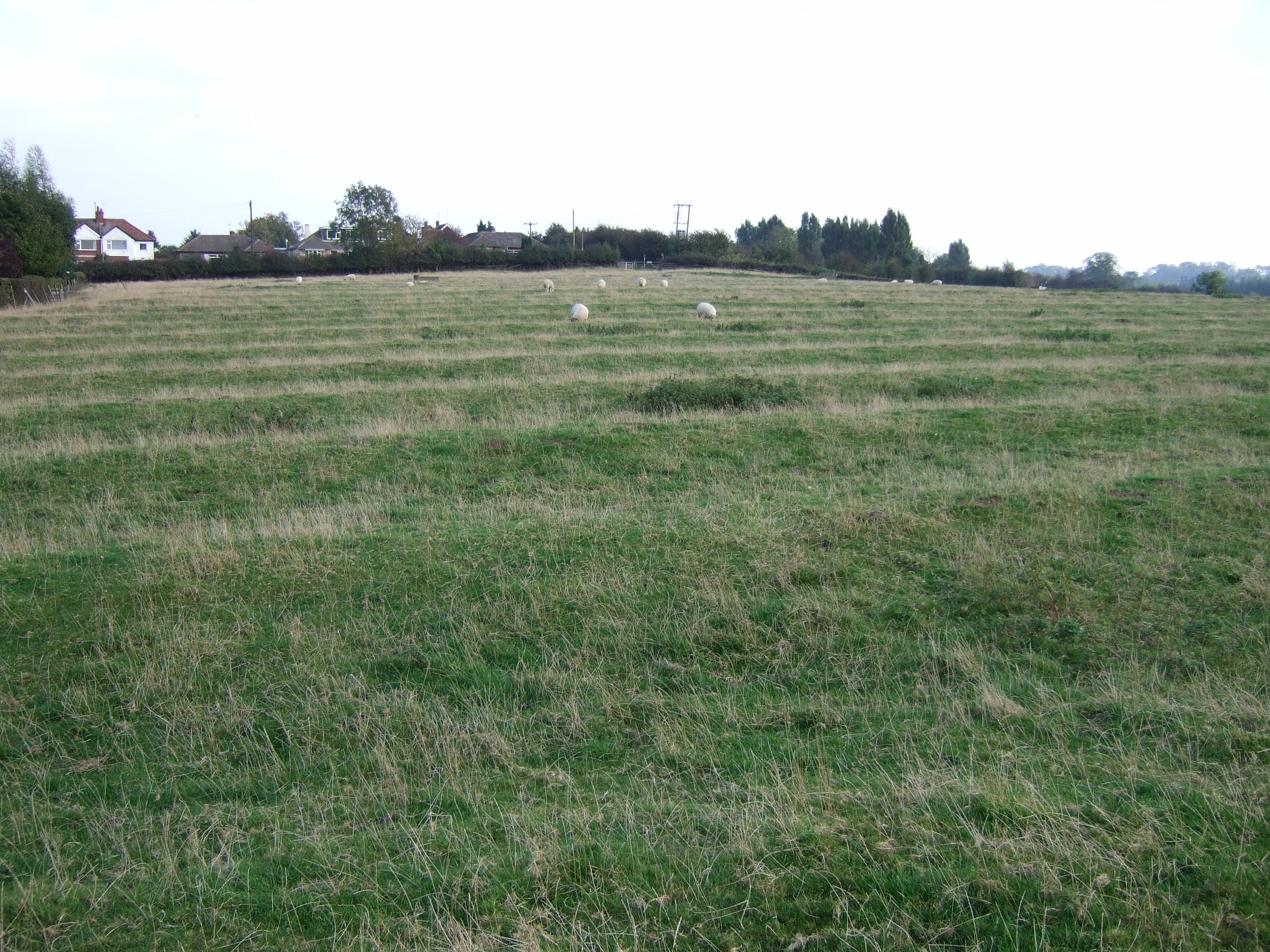
Crête et sillon à East Leake Nottinghamshire.

Run rig, run-rig, ou runrig, était un système d'exploitation de la terre pratiqué en Écosse, en particulier dans les hautes terres (Highlands) et dans les îles Hébrides. La terre était divisée en implantations de petites tailles, touns ou townships qui incluaient une zone de terre arable proche des habitations et une zone, plus grande, de pâture et de broutage. La terre arable était divisée en bandes (ou rigs) qui étaient périodiquement réassignées parmi les membres de l'implantation, afin qu'aucun individu n'ait l'usage permanent des meilleures parcelles. Dans certaines régions, la répartition procédait par tiers: chaque année, un tiers des terres étaient réparties entre les membres de la localité, et chacun avait l'usufruit de sa part pendant 3 ans. À partir du milieu du XVIIIe siècle, ce système fut progressivement remplacé en Écosse à la suite de la division des terres arables en parcelles de propriété durable (crofts). Cette disparition du système de run-rig prit place au cours d'un processus appelé Highland Clearances, qui consista en un réaménagement profond des pratiques agricoles et de répartition des terres en Écosse, et plus largement de la structure sociologique et économique de la région.  Cependant le système de run-rig survécu jusqu'au XXe siècle dans certaines parties des îles Hébrides. En Irlande, un système similaire était appelé rundale.